# Buket Dindeng
Buket Dindeng is een bestuurslaag in het regentschap Aceh Timur van de provincie Atjeh, Indonesië. Buket Dindeng telt 646 inwoners (volkstelling 2010).